# إيفان باغراميان
المارشال إيفان خريستوفوروفيتش باغراميان (بالروسية: Ива́н Христофо́рович Баграмя́н) والمعروف أيضا باسم هوفانس ختشاتوري باغراميان (بالأرمينية: Հովհաննես Խաչատուրի (أو Քրիստափորի، كريستابوري) Բաղրամյան؛ بالروسية: Оване́с Хачату́рович Баграмя́н) من مواليد 2 ديسمبر 1897 (بحسب التقويم الجديد أو 20 نوفمبر 1897 بحسب التقويم القديم) وتوفي 21 سبتمبر 1981، قائد عسكري سوفيتي أرميني، تدرج في سلك القوات المسلحة السوفيتية حتى أصبح مارشال الاتحاد السوفيتي، وخلال الحرب العالمية الثانية أصبح باغراميان أول ضابط عسكري غير سلافي يتقلد شارة قيادة إحدى الجبهات، كما كان أحد الأرمن الكثر في الجيش السوفيتي الذين تقلدوا المناصب القيادية خلال الحرب.
ساعدت خبرة باغراميان الواسعة في التخطيط العسكري في إثبات جدارته بين أقرانه مع بداية الهجوم السوفيتي المضاد على ألمانيا النازية، حيث تقلد قيادة أولى الوحدات عام 1942 بعدها نال أعلى مراتبه شرفا في قيادة جبهة البلطيق الأولى والتي من خلالها شارك في الهجمات التي أزاحت القوات الألمانية عن دول البلطيق.
ولم ينضم باغراميان إلى الحزب الشيوعي السوفيتي في أعقاب الثورة البلشفية ولم ينتظم داخله كعضو حتى عام 1941 وهو ما كان أمرا غريبا بالنسبة للضباط العسكريين السوفيت في ذلك الوقت، وفي أعقاب الحرب أصبح نائبا في مجلس السوفيت الأعلى بجمهورية لاتفيا الاشتراكية السوفيتية ثم جمهورية أرمينيا الاشتراكية السوفيتية كما أصبح مواظبا على حضور مؤتمرات الحزب وفي عام 1951 رُشح للانضمام لللجنة المركزية للحزب الشيوعي السوفيتي والتي نال عضويتها الكاملة عام 1961، كما أختير كبطل للاتحاد السوفيتي مرتين لمجهوداته البارزة خلال الحرب والذي ظل من خلالها فخرا للأرمن جميعهم خلال الحقبة السوفيتية للبلاد.

## روابط خارجية
- إيفان باغراميان على موقع مونزينجر (الألمانية)